# Rosanna Banfi
Rosanna Banfi, pseudonimo di Rosanna Zagaria (Canosa di Puglia, 10 aprile 1963), è un'attrice italiana.

## Biografia
Figlia dell'attore Lino Banfi, è nata a Canosa di Puglia ma è cresciuta a Roma, dove ha frequentato varie scuole e accademie teatrali. Nel 1982 è accreditata col suo nome vero come assistente costumista nel film Vai avanti tu che mi vien da ridere, diretto da Giorgio Capitani e Pappa e ciccia di Neri Parenti.
Nel 1984 recita in un piccolo ruolo di vigilessa a Milano, non accreditata, nel film Il ragazzo di campagna, con Renato Pozzetto, per la regia di Castellano e Pipolo, registi con cui lavorerà anche negli anni successivi.
Alla fine degli anni ottanta recita in alcuni film interpretati dal padre, e sempre al suo fianco ha partecipato prevalentemente a fiction televisive Rai: tra queste, Il vigile urbano (1989), Un medico in famiglia (1998-2009, 2013-2016), Angelo il custode (2001), Raccontami una storia (2004) e Il padre delle spose (2006), in cui interpretava il ruolo di una donna lesbica, interpretazione che le vale cinque anni dopo il Gay Village Award.
Nel 2014 ha vinto l'undicesima edizione del premio Leonardo Azzarita a Molfetta.
Nel 2022 partecipa come concorrente alla terza edizione del Cantante mascherato, insieme al padre Lino con la maschera del Pulcino, arrivando seconda, e alla diciassettesima edizione di Ballando con le stelle, in coppia con il ballerino Simone Casula, dove si classifica quarta. Due anni dopo debutta alla conduzione di Cucino per te su Alma TV.

## Vita privata
Sposata dal 1992 con l'attore Fabio Leoni, la coppia ha due figli, Virginia e Pietro.
Nel febbraio 2009 è stata operata per un tumore al seno: l'attrice successivamente è diventata testimonial per la prevenzione di tali malattie. Il 13 dicembre 2024 diventa nonna di Matilde Lucia, figlia di Virginia.

## Filmografia

### Costumista
- Vai avanti tu che mi vien da ridere, regia di Giorgio Capitani (1982)
- Pappa e ciccia, regia di Neri Parenti (1983)

### Attrice
- Il ragazzo di campagna, regia di Castellano e Pipolo (1984) – non accreditata
- Grandi magazzini, regia di Castellano e Pipolo (1986)
- Roba da ricchi, regia di Sergio Corbucci (1987) – non accreditata
- Bellifreschi, regia di Enrico Oldoini (1987)
- La trasgressione, regia di Fabrizio Rampelli (1988)
- Saint Tropez - Saint Tropez, regia di Castellano e Pipolo (1992)
- Oltre la quarta dimensione, regia di Emiliano De Meo (1996)
- Ameluk, regia di Mimmo Mancini (2015)
- Le frise ignoranti, regia di Antonello De Leo e Pietro Loprieno (2015)

### Televisione
- Il vigile urbano – serie TV (1989)
- Un inviato molto speciale – serie TV (1991)
- Un medico in famiglia – serie TV (1998-2016)
- Angelo il custode – serie TV (2001)
- Compagni di scuola – serie TV (2001)
- Lo zio d'America – serie TV (2002-2006)
- Raccontami una storia, regia di Riccardo Donna – miniserie TV (2004)
- Capri – serie TV (2006-2010)
- Il padre delle spose, regia di Lodovico Gasparini – film TV (2006)
- Distretto di Polizia – serie TV, episodio 8x07 (2008)
- Il commissario Zagaria, regia di Antonello Grimaldi – miniserie TV (2011)
- Provaci ancora prof! – serie TV (2015)
- È arrivata la felicità – serie TV (2015)
- Amore pensaci tu – serie TV (2017)

## Programmi televisivi
- San Vincent estate '88 (Rai 1, 1988)
- Il cantante mascherato (Rai 1, 2022) – concorrente
- Ballando con le stelle (Rai 1, 2022) – concorrente
- Cucino per te (Alma TV, 2024-in corso) – conduttrice